# Hot Rod (Transformers)
Hot Rod ou plus tard Rodimus Prime est le nom d'un personnage de l'univers de fiction des Transformers. Il a tout d'abord été connu dans le long-métrage La Guerre des robots. Il reçoit par la suite la Matrice de Commandement des mains d'Optimus Prime, il devient alors Rodimus Prime, et devient le chef des Autobots mais aussi le principal protagoniste lors de saison 3 de Transformers: Generation 1. Hasbro l'a tour à tour désigné comme Rodimus, Rodimus Major, mais aussi Hot Shot (dans la série Transformers Armada), à cause de problèmes de droits concernant le nom « Hot Rod ».
Sa forme alternative est une voiture sport futuriste et agressive au motif de flamme sur le capot à l'époque où il était Hot Rod, et par la suite se transforme en fourgon futuriste lorsqu'il est devenu Rodimus Prime.

## La Guerre des robots(1986)
Hot Rod apparais dans le film de 1986. C'est un jeune Autobot (comme Bumblebee) il est assez proche de Daniel Witwicky (fils de Spike Witwicky), il est l'un des Autobots le moins apprécié des fans car on lui reproche d'avoir causé la mort d'Optimus Prime lors d'un combat contre Mégatron. Avant de mourir, Optimus nomma Ultra Magnus comme successeur mais n'étant pas digne de la Matrice, il ne put s'en servir contre Galvatron qui lui la vola après avoir tué Ultra Magnus. Hot Rod récupéra la Matrice de Commandement et il devint Rodimus Prime est pris une forme robotique plus imposante et se transforme en camion cube futuriste à six roues aux motifs enflammés avec trois cheminées sur chaque côté.

## Transformers: The Last Knight
- Nom : Hot Rod
- Affiliation : Autobots
- Mode alternatif : Citroën DS puis Lamborghini Centenario LP770-4 (2017) noire et orange
- Fonction : guerrier Autobot, frère d'armes de Bumblebee et agent de Sir Edmund Burton
- Armes : pistolets mitrailleurs, pistolet à ralentir le temps

Hot Rod dans Transformers: The Last Knight. Se transforme en Citroën DS, puis en Lamborghini Centenario LP 770-4. Sa façon de se transformer en robot est similaire à celle de Jazz. Dans le film, il est représenté comme le frère d'arme de Bumblebee, il est également la voiture personnelle de Viviane Wembley. Il s'exprime avec un accent italien (comme Mirage/Dino), ou français en VO, qu'il refuse cependant d'avoir. En effet, ses discours sont difficilement compréhensibles à cause de son accent (notamment par Vivianne).
Hot Rod apparaît en Angleterre quand il kidnappe Viviane Wembly (que celle-ci croit au départ être Shockwave ou Soundwave (en)) pour l'amener chez Sir Burton. En chemin, Hot Rod scanne une Lamborghini Centenario LP 770-4 pour faire meilleure impression. Une fois au château de Burton, il libère Wembley mais cette dernière le frappe avec un club, pensant que l'Autobot était un Decepticon. Hot Rod peut être vu avec Bumblebee dans un flashback de la Seconde Guerre mondiale dans un assaut d'une base nazis. Plus tard, il dépose Viviane chez elle avec Cade Yeager. Après le retour d'Optimus Prime, Hot Rod participe à la bataille de Stonehenge où il aide ses équipiers Autobots à vaincre les Decepticons et Quintessa. 